# Transformers: Energon
A Transformers: Energon (トランスフォーマー スーパーリン; Hepburn: Toransufōmā Sūpārinku; Transformers: Superlink) 2004-től 2005-ig vetített japán–amerikai televíziós rajzfilm- és 2D-s számítógépes animációs sorozat, amely az ACTAS Inc., az A-CAT, We’ve Inc. és a Studio Galapagos gyártásában készült. Az amerikai Hasbro és a japán Takara játékgyártó cégek együttműködése során létrejött, 2004-től 2005-ig tartó Transformers széria, amely magába foglal egy animesorozatot és több képregényt is. Az Unikron Trilógia második része, így a korábban futó Transformers: Armada című animációs sorozat folytatásának tekinthető, ám azzal ellentétben 2D-s számítógépes animációt használt robotszereplőinek megjelenítésére, amíg a hátterek és emberek rajzzal készültek. Műfaja akciófilm-sorozat, kalandfilmsorozat és sci-fi filmsorozat. Japánban 2004. január és 2005. május között a TV Tokyo tűzte műsorra. Az Egyesült Államokban a Cartoon Network vetítette. Magyarországon a Cartoon Network és a Megamax sugározta.
A játékok elsődleges funkciója az összekapcsolódás képessége volt, amely révén két vagy több figurából egyetlen, nagyobb robotharcost lehetett összerakni. A rajzfilm szereplői gyakran alkalmazzák ezt a technikát. Emellett bevezették az Energoncsillag nevű energiaforrást is, amíg az Armadából való Mini-Con robotok jelentősége lecsökkent.
Az animációs sorozatot nagy mennyiségű kritika érte mind technikai, mind történetmondási hiányosságai okán. Ezek azonban elsősorban a silány minőségű angol szinkronra vonatkoznak, amelyet időhiány miatt gyorsan, a kész termék minőségére való tekintet nélkül készítettek. Az eredeti, japán anime, ugyan nem volt sokkal csiszoltabb, az időkorlát hiánya miatt jobb kidolgozásban részesült.
Magyarországon a sorozathoz két szinkron is készült. A Mafilm Audio Kft. által készült első verziót a Cartoon Network csatorna sugározta 2004-től, majd 2006-ban ismét leadta. Ez a szinkron nem a hagyományos magyar Transformers neveket és kifejezéseket használta. A legszembetűnőbb változtatások, hogy Optimusz fővezérre „Első Optimusz”-ként utalnak (nyilvánvaló fordítási hiba), amíg az Álcák (angolul Decepticons) a „Robotikák” nevet kapták.
2013-ban a Transformers: Armada előzménysorozatnak otthont adó Megamax rajzfilmcsatorna is műsorra tűzte, mégpedig egy új szinkronnal. Ebben a verzióban többnyire már a megszokott Transformers neveket használják. A továbbiakban mindkét szinkronváltozat névfordításai fel lesznek tüntetve.

## Történet
A háttértörténet szerint tíz év telt el a Mini-Conok körül zajló háború lezárta óta. Unikront és Galvatront halottnak vélik, és az Autobotok és Robotikák közt béke honol. Az Alakváltók szövetségre léptek az emberekkel, hála az immár felnőtté lett emberbarátaik révén, és közösen dolgoznak egy szebb jövő felépítésén. Egy új Alakváltó fajta, a Mechanic-ok erőfeszítéseinek hála a Mesterséges Bolygó mintájára fejlett városok épülnek, ilyen a Mesterséges Város is.
A sorozat több történeti szakaszra bontható:

### Első szakasz
Unikron bolygó nagyságú holttestének belsejében a titokzatos idegen lény, Alfa Q kezd tevékenykedni. Létrehozza a Terrorkonokat, hogy Energont gyűjtsenek a számára, majd abban a reményben, hogy a Robotikákat is leigázhatja, megteremt egy hatalmas harcost, Skorpiót. Az egykori Megatron/Galvatron teteme is Unikronban rejlik, és az ő szikrájából merítve egy nagy erejű kardot kovácsolnak. Megatron viszont feltámad, és egykori katonáival az oldalán hamar rákényszeríti Skorpió, hogy őt szolgálja. Alfa Q így kénytelen Unikron fejében menedéket keresni, amely messze sodródott a gigász testétől. Ciklon, Szökőár és Pusztító feltámadt vezérük mellé szegődik, noha Pusztítót kétségek gyötrik, és egyre inkább az Autobotok felé húz. Alfa Q egy másik halott Robotikát, Surranó-t is életre kelt, de az orgyilkosnak szánt robot kudarcot vall, Megatron pedig leghűségesebb szolgájává teszi. Egyedül Skorpió maradt titkon hű a mesteréhez.
A Terrorkonok és Álcák hada folyamatosan ostromolja a Földet, amely az Autobotok és egy különleges képességű fiú, Vadóc védelme alatt áll. Hozzálátnak egy védőburok felépítéséhez a bolygó körül. Első Optimusz, az ifjú Vasököl, a vezérré ért Tűzgolyó, Lángcsóva, valamint Golyózápor alkotják az Autobotok főcsapatát. Három idegen Autobot, Rodimusz, Portyázó és Taposóakna jelenik ekkor meg, ám céljaik egészen mások.

### Második szakasz
A Föld biztonságban van, az Autobotok így elhagyják a bolygót Miranda II nevű űrhajójukon, és Unikron testéhez utaznak. Ott megismerkednek Alfa Q-val, akivel szövetséget kötnek, ugyanis kiderül, hogy szándékai nem gonoszak: az Unikron által elpusztított bolygója újrateremtésén fáradozik, ezért lopott annyi Energont. Kiderül, hogy Rodimusz csapata is őt szolgálja.
A Robotikák eközben működésre bírják Unikron testét, és roham alá veszik a Mesterséges bolygót. A bolygó Energon-tornyai sikeresen hárítják a támadást, és súlyosan károsítják a testet.
Egy Autobot börtönből ekkor megszökik a hírhedt bűnöző, Pöröly. Hogy bosszút álljon barátja, Lakat halálán, az Autobot Éleskés a szökevény nyomába ered, de egy összecsapás során életveszélyesen megsérül. Az ütközet alkalmával Megatron egyik katonája, Szökőár is károsul. A fiatal Autobotot Élesszabja néven, egy sokkal hatalmasabb testben teremtik újjá, amíg a toronymagas Szökőár egy sokkalta gyengébb testet kap, és Délibábnak keresztelik. Éleskard levadássza Pörölyt, de az újból megszökik.
Az Alfa Q-val való együttműködés zálogaként Vadóc felkínálja neki a Föld Energon-készleteit. Ezzel Unikron fejét a testéhez irányítják, és energiával töltik fel, sajnos azonban ez nagymértékű energiakibocsátással jár, amely lyukat üt a térben. A harcoló Alakváltókat pedig magába szívja a lyuk.

### Harmadik szakasz
Az űrbéli hasadék másik oldalán, az újonnan született térben Alfa Q újraalkotja elpusztított bolygóit, az Autobotok pedig a védelmükre esküsznek. Unikron feje egy Energon-nappá válik, és energiával látja el az új bolygókat. Megatron csak elfoglalandó forrásokat lát bennük, és elszánja magát, hogy kiaknázva azokat, feltámasztja Unikront. Skorpiót agymosásnak veti alá, Golyózáport megfertőzte Megatron, és egy félig Autobot, félig Robotika állapotban gyötrődik. A Mesterséges Bolygóról a helyszínre érkezik egy Autobot mentőcsapat, Sziklamászó, Lejtő és Tűzfal, de ők sem képesek rajta segíteni. Golyózápor az Energon-napba veti magát. Szikrája szerencsére életben marad, és egy új testben, Úttorlasz néven az Autobot harcos ismét életre kel.
Ezzel párhuzamosan egy ősi Autobot is csatlakozik a harcba, az ő neve Végső Omega. Megatron-t viszont senki sem tudja megállítani, és teljesíti a tervét, Unikron nappá vált fejét a testhez csatlakoztatja, véget vetve ezáltal Alfa Q életének (szelleme azonban mesélőként végigkíséri a sorozatot).
Pöröly elárulja Megatron-t, és kiszipolyozza Unikron erejét, de elméje nem képes megbirkózni a bolygófaló szörnyével, és a befolyása alá kerül, amely végső soron Pöröly pusztulásához vezet. Megatron is hasonlót kísérel meg, de Unikron őt is a hatalmába keríti. Míg Megatron és Unikron elméi vitáznak, a testük egy hasonlóan bolygóméretűvé nőtt Alakváltóval, Végső Optimusszal küzd. Szuper Optimusz Omega és Optimusz összekapcsolódott testéből áll, amiket Elem, a Mesterséges Bolygó élő magja töltött fel erővel. A többi Autobot harcost is hasonló erőfeltöltésnek vetik alá. Unikron teste elpusztul a harcban, de elméje tovább él Megatron-ban.

### Negyedik szakasz
Sok Robotika az Autobotok fogságába esik, de Megatron és alattvalói kiszabadítják őket. Az egyikük Pöröly kisöccse, Hatlövetű, aki bátyja halálát akarja megbosszulni. Hozzá hasonlóan, ő is egy álnok, megbízhatatlan robot, aki sosem engedelmeskedik Megatron-nak.
Unikron elméje továbbra sem tágul Megatron-ból, és egy titkos föld alatti helyre vezérli őt, ahol Szuper Energonba merülve ismét Galvatron-ná válik. A Szuper Energont négy ősi robot őrzi, akik mind képesek kisebb Alakváltók hadává változtatni testüket. Az egyiküket Galvatron megöli, két másik, Maximusz és Brutikusz, az oldalára áll. A negyedik őr, Szuperion, a jóságos Autobotok oldalán harcol.
Számos Energon-torony összedűl, és veszélyes gázzal borítja be a bolygót, amely távol tartja az Autobotok nagy részét. Ezt kihasználva, Galvatron az uralma alá hajtja a bolygót, és Alfa Q bolygóihoz irányítja. Az Autobotok az útjába állnak, s ez arra sarkallja Galvatront, hogy újból megfürödjön a Szuper Energonban. Ennek hatására gigantikussá nő, de Unikron befolyása nem engedi, hogy saját tervét teljesítse. Elindul, hogy egyesüljön Unikron még élő Szikrájával, amely valahol az űrben lebeg. Útja során megöli Hatlövetűt.
Optimusz a megállítására siet, és szintén óriásira nőve hívja harcba Galvatront. A felszínre csalogatja Unikron elméjét, felszabadítva ezzel Galvatront a bolygófaló befolyása alól, de az ütközet során Optimusz az életét veszti. Míg az Autobotok egyesítik a Kombinációs Szikráikat vezérük felélesztésére, Galvatron Unikron Szikrájával viaskodik, amely azzal fenyegeti, hogy a testébe költözik, s ez végül sikerül is neki. Optimusz ismét harcba száll ellenfelével, de a küzdelmet Galvatron elméje megszakítja. Inkább választva a halált, semmint hogy más elméjének szolgája legyen, beleveti magát abba az új napba, amit Prímusz Szuper Energonból hozott létre. Katonái szétoszlanak, egyedül Délibáb követi őt a megsemmisülésbe. A nap megtöltődik fénnyel, és energiával látja el Alfa Q bolygóit. Így az Autobotok megmentik az univerzumot.

## Háttér
A Transformers: Energon a Transformers franchise 20. évfordulójára készült, ez alkalomból számos referenciát, utalást tartalmaz korábbi sorozatokra, elsősorban az eredeti G1-re. Több karakter erősen hasonlít eredeti névrokonára, ám olyanok is vannak, akik teljesen független szereplők előtt tisztelegnek. A Transformers-en kívül más sorozatokat is alapul vettek a készítők. Optimusz kombinálódása például egyértelmű utalás a Power Rangers egyesülő robotjaira. Ciklon második alakja, Hósapka pedig egy G. I. Joe járművé alakul át.
Az Energon egy másik nagy eseményt is ünnepelt. A 43. epizódja (Distribution, magyar címén Gyakorlat) volt ugyanis a 400. Japánban készült Transformers rajzfilm-epizód. Ennek megfelelően igen különleges kezelést kapott az írók részéről, és egy humoros hangvitelű, a cselekménybe egyébként egyáltalán nem illő mesét mond el.

## Fogadtatás, kritika
Az úgynevezett Unikron Trilógia, vagyis az Armada, Energon, Cybertron rajzfilm-hármas nagy ellentmondások alanya a rajongók közt.
A negatív hozzáállás az Armadával kezdődött, amiért a sorozat iskolásgyerekeket helyezett előtérbe a Transformerek története helyett. Noha az előrehaladtával a cselekmény folyamatosan kibontakozott, és a második történeti szakasz elnyerte a rajongók tetszését, a korai epizódok gyengesége miatt sokan elfordultak az egész franchise-tól.
Az Energont már nagyobb lelkesedéssel fogadták, mivel úgy tűnt, sokkal erősebb kezdetet tudhatott magáénak. Sajnos míg az Armada folyamatosan javult, úgy az Energon sorozat minősége fokozatosan csökkent. Manapság a legrosszabb nyugaton sugárzott Transformers rajzfilmként van számon tartva, ugyan meg kell jegyezni, ezt a címet mindegyik sorozat magán viseli valamikor. Az Energon esetében a kritika azonban megalapozott, mivel számos területen alulmaradt a többi sorozathoz képest.

### Történeti hiányosságok
Az Energon legfőbb hibája, hogy az írók nem voltak képesek céltudatosan vezetni a történetet. A sorozat felére ugyanis minden szálat elvarrtak. Unikron feléledt, de mivel eleget kellett tenni az 52 epizódos előírásnak, ismét deaktiválódott, amely ponton a történet szó szerint elölről kezdődött. Ezek után Unikront ismét aktiválták, majd megsemmisítették, s ez addig folytatódott, amíg el nem érkeztek a záróepizódhoz.
Zavaró tényező az időtöltésre szánt „konzerv anyag” (stock footage) használata. Ilyenek a hosszas átalakulási jelenetek, amelyek noha lassítják a cselekményt, mégis minden epizódban megtörténnek. Egy másik hasonló jelenség a redundancia – a szereplők többször elmondják egymásnak ugyanazokat az információkat. A történet ilyenkor is megtorpan.
Maguk a szereplők sem fejlődnek, inkább visszafejlődnek, ahogy halad a sorozat. Rengeteg személyiségvonásuk az egyik epizódról a másikra magyarázat nélkül megszűnik, ennek eredményeképp a nézők elvesztik minden kötődésüket az egyes karakterekhez. A legsúlyosabb esetek a következők:
- Pusztító legfőbb vonása, hogy nem tudja, az Autobotok vagy Robotikák mellé álljon-e, és az első epizódokban sok időt szentelnek ennek. Miután feláldozza magát Megatronért, és egy új testben újjászületik, nincsenek emlékei, így korábbi bizonytalanságára többször nem tapintanak rá.
- Golyózápor kínok közt gyötrődik, miután Megatron Robotika programozást juttatott a rendszerébe. Úgy dönt, véget vet az életének, de egy új testben visszajön, s a sorozat hátralevő részére háttérszereplővé redukálódik.
- Vadóc eleinte minden Alakváltót gyűlöl, és irtózik tőlük gyermekkori emlékei miatt. Ez azonban csak néhány epizódig tart, de sosem magyarázzák meg, hogy miként kerekedett fölül a félelmén.
- Rodimusz és Első Optimusz sokat vitázik azon, hogy Unikront fel szabad-e támasztani. Ám miután Rodimusz Optimusz szolgálatába áll, a kérdést nem hozzák fel többet.
- Éleskard meghatározó jegye a bosszúvágya, barátjával ugyanis a Pöröly nevű Robotika végzett. Elszántan vadászik rá, és végül el is fogja. De mikor Pöröly megszökik, Éleskard már nem foglalkozik vele többet.

Egyik Transformers sorozat sem tagadhatja le, hogy fő célja a játékok reklámozása. Gyakran megesik, hogyha új figurák kerülnek a piacra, a sorozat szereplőit vagy leváltják, vagy átalakítják. Az Energon másik fő hiányossága is ebből a kényszerből fakad. A történet szerint mindegyik alakváltó képes robotként repülni és nagy sebességgel utazni. Ily mód az alakváltási képességük teljesen hasztalan, mivel sosincs szükségük járművé alakulni, ha utazni akarnak. Ám hogy a rajzfilm hirdesse ezt a képességet, több olyan jelenetet is tartalmaz, amely ellentmond a józan észnek. Ilyenek az űrben haladó vagy levegőben repülő autók, amelyeknek még a kerekük is forog. Felmerül a kérdés, hogy ha a kocsik is képesek erre, mi hasznuk van abból néhányuknak, hogy repülőgéppé alakulnak?
Néha pedig ha egy szereplőnek gyorsan el kell jutnia valahová, futásnak ered, még akkor is, ha képes valamilyen gyors járművé alakulni.
A játékok nemcsak átalakulni tudtak, hanem fontos tulajdonságuk volt az összekapcsolódási képességük (az eredeti animének innen ered a címe is). A rajzfilm nagy hangsúlyt fektet ennek fontosságára, viszont az összekapcsolódott robotok semmivel sem tűntek erősebbnek az egyedülállóknál – mi több, ily mód kevesebb katonát küldhettek harcba. Ez pedig nagy logikai hibára vall, mivel elsősorban tűzharcok során egyesülnek a szereplők, holott az egyesülések során a tűzerejük éppen hogy csökken.
A kombinálódási képességet a rajzfilm a Maximus csapatok esetében is rosszul mutatta be. Őket ugyanis szinte állandóan robotként látni, és mindössze néhány másodpercig válnak szét különálló komponenseikre. Továbbá arra a tényre, hogy ezek a külön robotok is mind saját személyiséggel, egyéniséggel rendelkeznek, sosem történik utalás. Így elmondható, hogy a rajzfilm téves képet fest ezekről a szereplőkről, végső soron rossz reklámnak tekinthető a játékfiguráik számára.
Kétséget kizáróan a legnagyobb folytonossági hiba okozója egy bizonyos epizód kihagyása volt. A 33. számút ugyanis sosem szinkronizálták angol nyelvűre (így magyarra sem), ekképp csak az eredeti, japán változata elérhető. A címe „Return! Our Scorponok” volt, érdekes módon angol címet is kapott („Scorponok's Scars”). A körülmények nem tisztázottak, lévén nem tartalmaz olyan jeleneteket, amelyeket a nyugati közönség elfogadhatatlannak tartott volna, és az animáció sem rosszabb, mint a többi epizódban. Minden bizonnyal szándékosan nem szinkronizálták, mivelhogy a következő részekből is kiírtak minden rá történő utalást. Viszont az epizód rengeteg lényeges eseménnyel foglalkozott, amelyek híján nemcsak kisebb ellentmondások születtek a sorozaton belül, de az egész rajzfilm az alapvető lényegét veszítette el. Ezek a kimaradások:
- Skorpió titkos eredete. Az epizódban derül ki, hogy akit a nézők és a szereplők eddig Skorpiónak hittek, valójában egy hamis emlékekkel ellátott hasonmás. Az igazi Skorpió Alfa Q bolygójának megsemmisülésekor meghalt
- Skorpió és Vasököl kapcsolata nagy fordulaton megy keresztül, amely a sorozat végéig tart
- A Robotikák rájönnek, hogy az Energon-nap és Unikron feje egy és ugyanaz; egy lényeges információ, amire később rájátszanak
- A szereplők reagálnak Golyózápor halálára – mivel az epizód kimaradt, a végső változat azt a látszatot kelti, hogy senkit sem érint
- Alfa Q újjáteremti a bolygóját. Lévén, hogy ez volt a sorozat legfőbb mozgatórúgója, nemcsak az eddigi, de a hátralevő történet is az értelmét veszti az epizód kihagyásával.

Ezeken kívül az angol szinkronra jellemző volt Alfa Q céljának és háttértörténetének teljes félreértelmezése. Az eredeti anime szerint Unikront kihasználva szándékozta visszahozni megsemmisített bolygóit, viszont az angol változat azt a látszatot kelti, hogy ő igazából Unikron szolgálja. Ez kapcsolatban áll a japán és amerikai írók nézeteltérésével: az amerikai szinkroncsapat a Dreamwave által kiadott képregényeket követte, és úgy írták át Alfa Q karakterét, hogy nem egyeztettek a sorozat japán íróival. Afla Q és Skorpió viszonya hasonlóképp homályos az angol változatban – míg az eredetiben Alfa Q gyermekeként szereti az általa teremtett Skorpiót, addig az angol szinkronban feláldozható alattvalóként kezeli.
Mindazonáltal a japán változat sem kezelte világosan Alfa Quintesson kilétét. Az eredeti elképzelések szerint Alfa Q valódi alakja egy gyönyörű szép fiatal emberi hercegnő lett volna, akinek lelke a Quintesson páncéljában él. Neve ellenére („quint-” – öt) Alfa Q-nak mindössze négy arca van – a hercegnő (avagy amennyiben az amerikai vezetőség ellenezte az ötletet, akkor egy fiúherceg) lett volna az ötödik arca. Ez a háttér-információ ismeretlen okok miatt nem került be a végső változatba, noha a sorozat eredeti japán verziójában Alfa Q valódi hangja így is egy gyermekhang volt.

### Technikai hiányosságok
A CG és hagyományos, 2D-s animáció ötvözése újdonságnak számított a Transformers rajzfilmek körében. Ennek révén több szereplő mozoghatott egyszerre, és a magas képkocka/másodperc rátának hála a mozgás sokkalta folyamatosabb és látványosabb, mint amilyen az Armada sorozat költségkímélő, gyakorta mozdulatlan rajzokra hagyatkozó animációja volt.
Sajnos a CGI minősége még objektív szemmel nézve is rossz. A szereplőkön nem érződik súly, és az alapvető mozdulatok kivételével semmilyen mozgásra nem képesek. Amíg a majdnem egy évtizeddel korábban készült, teljes egészében CG animációs Beast Wars és annak folytatása, a Beast Machines gazdag testbeszéddel látta el a szereplőit, és még az arc nélküli karaktereket is látványos kifejezőképességekkel ruházta fel, addig az Energon robotjainak az olyan egyszerű tettek is nehezükre esnek, mint a futás. A járás nem több, mint a végtagok előre-hátra való lóbálása, és testbeszédük nincs is.
Az arcok kivétel nélkül kifejezéstelenek. A legtöbb szereplőnek összesen három fajta szájállapota van (csukott, nyitott, tágra nyitott), ám akadnak olyanok is, akik nem mozgatják a szájukat beszéd közben. A legszembetűnőbb Alfa Q, akinek noha négy arca is van, sosem mutat semmi szájmozgást.
Ha egy jelenetnek különösen látványosnak kellett lennie, vagy netán a szereplőknek érzelmeket kellett kifejezniük (például Megatron ásítása, Golyózápor kínzása, vagy a Maximus csapatok átalakulása), visszanyúltak a kézzel rajzolt animációhoz, és meglepően látványos eredmények születtek. Sajnos ezzel bebizonyosodott, hogy a szokásos, 2D-s animáció révén sokkal szebb képi világot érhettek volna el a készítők, ezzel szemben a CGI igen primitív és kezdetleges látványt nyújt – pedig épp azért választották, mert több lehetőséget nyújt a kézi rajzolásnál.
Az animáció nemcsak a mozgás terén kezdetleges. Olykor a szereplőket körülvevő fekete vonalakat nem tudták kellően átméretezni, ennek köszönhetően pedig a robotok időnként (főleg a korai epizódokban) fekete vonalak kisilabizálhatatlan tömegének tűntek. Miután több jelenet is a sötétben játszódott, még nehezebb volt látni az eseményeket.
Az alapvető kinematográfiában is megmutatkozik az ilyen figyelmetlenség. Unikron nagyrészt sötét testét az űr feketéje ellenében nagyon nehéz kivenni. Hasonlóan, miután a feje egy nappá változik, nem marad rajta semmi vizuális nyom, ami sejtetné, hogy voltaképp miből is jött létre. A jelenetek váltogatása nem kevésbé összezavaró. A nézőt gyakorta átvezető snitt nélkül, in medias res juttatják egyik jelentből a másikba, s egy idő után képtelenség odafigyelni az összes különálló cselekményszálra. Egyúttal ez a technika az is hivatott leplezni, hogy igazából nagyon kevés esemény történik.
A Transformers: Energon hírhedt a gyorsan előállított, rossz minőségű szinkronjáról. Az Armada sorozat szinkronizálásakor előfordult, hogy a stúdiónak félkész anyaggal kellett dolgoznia, aminek eredményeképp a nyugati világ gyakran kidolgozatlan animációjú epizódokat kapott, amíg Japánban volt idejük újrarajzolni egyes jeleneteket. Az Energon esetében a helyzet nem volt ennyire súlyos, ám a szinkronmunka a legnagyobb jóindulattal is legfeljebb elkapkodottnak nevezhető. Közismert gyakorlat, hogy animék szövegének fordításakor sok mindenen változtatnak, azonban a szöveg lényege megmarad – sajnos az Energonról még ez sem mondható el. A rajzfilm szövege még a fordítási hibáktól eltekintve is az értelmetlenség határát súrolja. A szereplők gyakran egymást ismételgetik, vagy olyan dolgot közölnek, ami vagy már közismert tény, vagy pedig semmi köze a cselekményhez. A színészeknek egymástól elkülönítve kellett felolvasniuk a szövegeiket, ennek tudható be, hogy néha átérződik hangjukon a bizonytalanságuk.
A gyors szinkronmunka miatt a szereplők rendkívüli gyakorisággal sóhajtoznak, zihálnak, nyögnek, vagy mondanak közhelyeket a helyett, hogy értelmesen beszélnének. Néha ezeket azért iktatták be, hogy megtörjék az eredeti rajzfilm csendjét.
Egy másik hiba a szereplők nevének keverése és az epizódcímek elírása. A Misha nevű fiatal lányt legalább három különböző néven szólítják meg, a robotok közül pedig Sziklaugró és Lejtő például szinte minden epizódban nevet és hangot cserél. Továbbá négy epizód címében gépelési hiba figyelhető meg.
Mindkét magyar szinkron az angol változatot veszi alapul, nem a japán eredetit. Az első magyar változat ezzel összehasonlítva viszonylag konzisztens volt. Ugyan előfordult a szinkronhangok cserélődése, és több, az angolban megtalálható szinkronhiba megmutatkozott, de a két, már említett Autobot nevét és hangjait mindössze egyszer keverték össze, valamint jobban odafigyeltek a szereplőnevek és fogalmak fordítására. Sok hazai rajongó természetesen rosszallta, hogy nem az eredeti neveket használták, ezért a következő sorozat, a Transformers: Cybertron magyarosításánál már kisebb együttműködésre került sor köztük és a fordító között. Ennek ellenére a Cybertron magyar szinkronjának minősége egyértelműen alulmaradt még az Energonéhoz képest is.
A rajzfilm 2013-ban készült új magyar szinkronja megpróbálta visszaállítani az eredeti Transformers névmagyarosításokat, habár a sorozat előrehaladtával ezeket egy-két kivétellel következetlenül és magyarázat nélkül leváltották az eredeti szinkronban használt fordításokra. E mellett megesik, hogy egy szereplőre nemcsak téves névvel utalnak, de még rossz hangon is beszélnek – mondhatni, tükröződnek és megsokszorozódnak az angol verzió hibái.
Ezen hiányosságokat szemügyre véve érthető, hogy a rajongói közösség miért áll olyan negatívan a rajzfilmhez.

## Képregény
A Transformers: Energon játékszériát többféle képregény reklámozta. Az egyik a játékokkal együtt volt kapható, de ezek a rövid füzetek általában nem összefüggő történeteket mondtak el. Inkább termékkatalógusoknak tekinthetők.
A második, jelentősebb képregény a korábbi sorozat, az Armada folytatása volt, és ennek megfelelően a 19. számmal kezdődött. A független Dreamwave Productions képregénykiadó nyomásában készült, és tizenkét számot élt meg, mikor is a kiadó csődbe ment. A sorozatot a híres Transformers képregényíró Simon Furman írta, s olyan művészek illusztrálták, mint Guido Guidi, Joe Ng, James Raiz, Alex Milne és Marcelo Matere.
A történet az Armada sorozat szereplőinek új kalandjait meséli el, azonban nagyban eltér az Energon rajzfilmben bemutatottól. A cselekmény tíz évvel az Armada eseményei után zajlik. Unikron sérült, de életben van, és négy szolgájával veszélyezteti a Mesterséges bolygót, kiket korábban foglyul ejtett Alakváltókból hozott létre. Egy másik lényeges különbség, hogy Alfa Q nem egyedül, hanem egy Avalon nevezetű Autobottal együtt tevékenykedik. Első Optimusz egy ideig az Armada típusú kinézetében szerepelt, és csak később nyerte el az Energon formáját.
Az emberi figurák is több szerephez jutottak. Míg a rajzfilmben az Alakváltók felnőtté érett segítői, Rad, Carlos és Alexis szerepei csak időnkénti felbukkanásokra korlátozódtak, a képregényben jelentősebb jelenlétük volt. Szerepkörük is más volt – Alexis például nem a kormány tagja volt, hanem egy háborúellenes tüntető. Közte és Rad között egyfajta szerelmi szál kezdett kibontakozni, de a kiadó bezárta után ez sosem teljesedett ki.
Megatron Szikrája Unikron testébe volt zárva, így magához hívta Optimuszt, és egy csellel rávette őt, hogy szabadítsa ki. Új testével Megatron azonnal végzett Skorpióval, és a Robotikák élére állt. Optimusz Unikron belsejében maradt, és a robotóriás elleni végső leszámolásra készült.
A 30. szám több cselekményszálat elkötött, de egyúttal sokat elvarratlanul hagyott. A Dreamwave megszűnése után a kiadás jogát az IDW kapta meg, ők azonban sosem folytatták a sorozatot. A Dreamwave elképzelései a következő, Cybertron címet viselő szériáról sem valósultak meg.
Hogy a rajongók mégis megismerhessék az Energon folytatását, Simon Furman 2010 novemberében megkezdte ezen publikálatlan történetek közzétételét.

## Unikron Trilógia
A sorozat az Unikron Trilógia második szezonja, amely az alábbi szériákból áll.
- Transformers: Armada
- Transformers: Energon
- Transformers: Cybertron

## Szereplők
| Szereplő (magyar név)                              | Eredeti hang                               | Magyar hang | Magyar hang                              |
| Szereplő (magyar név)                              | Eredeti hang                               | 1. Szinkron (Cartoon Network) | 2. Szinkron (Megamax)                    |
| Autobotok                                          | Autobotok                                  | Autobotok | Autobotok                                |
| -------------------------------------------------- | ------------------------------------------ | --- | ---------------------------------------- |
| Optimus Prime (Első Optimus)                       | Garry Chalk                                | Barbinek Péter | Barbinek Péter                           |
| Hot Shot (Tűzgolyó)                                | Brent Miller                               | Debreczeny Csaba | Maday Gábor                              |
| Jetfire (Lángcsóva)                                | Scott McNeil                               | Kárpáti Tibor | Joó Gábor Kisfalusi Lehel                |
| Inferno / Roadblock (Golyózápor / Úttorlasz)       | Michael Daingerfield                       | Albert Gábor | Kapácsy Miklós Kisfalusi Lehel Joó Gábor |
| Ironhide (Vasököl)                                 | Matt Hill                                  | Takátsy Péter | Renácz Zoltán Katona Zoltán              |
| Rodimus                                            | Paul Dobson Brian Dobson (16. rész)        | |                                          |
| Prowl (Portyázó)                                   | Alistair Abell                             | Kálloy Molnár Péter (15-26. rész) Moser Károly (27-52. rész)                                                                                                  | Szokol Péter                             |
| Landmine (Taposóakna)                              | Ward Perry                                 | Végh Ferenc (13. rész) Zámbori Soma (15-52. rész) | Kapácsy Miklós                           |
| Bulkhead (Tűzfal)                                  | French Tickner                             | Bezerédi Zoltán |                                          |
| Cliffjumper (Sziklamászó)                          | Ty Olsson                                  | Karácsonyi Zoltán |                                          |
| Downshift (Lejtő)                                  | Doron Bell Jr.                             | Kerekes József |                                          |
| Wing Dagger / Wing Saber (Éleskés / Éleskard)      | Colin Murdoch                              | Rába Roland |                                          |
| Omega Supreme (Végső Omega)                        | Scott McNeil                               | Papp János |                                          |
| Superion Maximus (Superion)                        | Paul Dobson                                | Kapácsy Miklós (40. rész) Király Attila (41-52. rész) | Szokol Péter                             |
| Mechanikok (1. szinkron) / Omniconok (2. szinkron) |                                            | |                                          |
| Strongarm (Bicepsz)                                | Scott McNeil                               | Sebestyén András | Katona Zoltán Renácz Zoltán              |
| Skyblast (Légörvény)                               | Terry Klassen                              | Karácsonyi Zoltán (1-13. rész) Juhász Zoltán (14-52. rész) Stern Dániel (34. rész)                                                                            | Papucsek Vilmos                          |
| Signal Flare (Jelzőfény)                           | Michael Dobson                             | Szatmári Attila (5-7. rész) Kardos Róbert (8-39. rész) |                                          |
| Arcee (Szélvész)                                   | Sharon Alexander                           | |                                          |
| Robotikák (1. szinkron) / Álcák (2. szinkron)      |                                            | |                                          |
| Megatron / Galvatron                               | David Kaye Richard Newman (14. rész)       | Jantyik Csaba Mikula Sándor (7. rész) | Barabás Kiss Zoltán                      |
| Starscream (Surranó)                               | Michael Dobson                             | Gergely Róbert (7-12. és 27-47. rész) Laklóth Aladár (15-26. rész) Faragó József (48-52. rész)                                                                | Forgács Gábor Laklóth Aladár             |
| Demolishor (Pusztító)                              | Alvin Sanders Doron Bell Jr. (44-47. rész) | Sinkovits-Vitay András | Tokaji Csaba                             |
| Cyclonus / Snow Cat (Ciklon / Hósapka)             | Don Brown                                  | Józsa Imre | Seder Gábor                              |
| Tidal Wave / Mirage (Szökőár / Délibáb)            | Doug Parker                                | Bácskai János / Forgács Gábor | Bolla Róbert                             |
| Scorponok (Skorpió)                                | Colin Murdoch                              | Ujlaki Dénes | Németh Gábor                             |
| Shockblast (Pöröly)                                | Brian Drummond                             | Szabó Győző | Háda János                               |
| Six Shot (Hatlövetű)                               | Terry Klassen                              | Katona Zoltán (40. rész) Holl János (41-49. rész) |                                          |
| Bruticus Maximus (Bruticus)                        | Trevor Devall                              | Forró István |                                          |
| Constructicon Maximus (Maximus)                    | Don Brown                                  | Rékai Nándor |                                          |
| Emberek                                            |                                            | |                                          |
| Kicker Jones (Vadóc Jones)                         | Brad Swaile                                | Molnár Levente Czető Ádám (gyerekként) | Berkes Bence                             |
| Misha Miramond (Mika Miramond)                     | Ellen Kennedy                              | Dögei Éva |                                          |
| Doktor Brian Jones                                 | Ron Halder                                 | Papp Dániel |                                          |
| Rad White                                          | Kirby Morrow                               | Kisfalusi Lehel (19-52. rész) |                                          |
| Alexis Thi Dang                                    | Tabitha St. Germain                        | F. Nagy Erika | Csondor Kata                             |
| Carlos Lopez                                       | Matt Hill                                  | Gacsal Ádám |                                          |
| Sally Jones                                        | Nicole Oliver                              | Tamási Nikolett |                                          |
| Miranda Jones                                      | Nicole Oliver                              | |                                          |
| További Transformerek                              |                                            | |                                          |
| Alpha Q                                            | Trevor Devall                              | Galbenisz Tomasz (szürke arc) Faragó András (zöld arc) Tóth Zoltán (narancs arc) Fazekas István (lila arc, 13. rész) Zubornyák Zoltán (lila arc, 14-52. rész) | Mihályi Győző                            |
| Unicron                                            | Mark Acheson                               | Kránitz Lajos (44. rész) |                                          |
| Primus (Az Elem)                                   | Ron Halder                                 | Várday Zoltán | Papucsek Vilmos                          |
| Padlock (Lakat)                                    | Ron Halder                                 | Bognár Tamás (20. rész) Szinovál Gyula (28. rész) |                                          |
| Nekomimi A                                         | Jocelyne Loewen                            | Farkasházi Réka |                                          |
| Nekomimi B                                         | Chiara Zanni                               | Mezei Kitty |                                          |

## Magyar változat

### Cartoon Network
- Felolvasó: Bordi András (1-13. rész), Tóth G. Zoltán (14-40. rész), Szilágyi Zoltán (41-52. rész)
- További magyar hangok: Garamszegi Gábor, Gardi Tamás, Halmágyi Sándor, Hegedüs Miklós, Janovics Sándor, Katona Zoltán, Kapácsy Miklós, Koncz István, Kossuth Gábor, Lázár Sándor, Magyar Bálint, Mikula Sándor, Pintér Gábor Attila, Szabó Máté, Szatmári Attila, Végh Ferenc, Zöld Csaba

### Megamax
A szinkront a Megamax megbízásából a BTI Stúdió készítette.

## Epizódok
| #   | Amerikai bemutató                                           | Magyar bemutató    | Magyar bemutató   | Eredeti cím                         | Magyar cím                | Magyar cím                    |
| #   | Amerikai bemutató                                           | Cartoon Network    | Megamax           | Eredeti cím                         | Cartoon Network           | Megamax                       |
| --- | ----------------------------------------------------------- | ------------------ | ----------------- | ----------------------------------- | ------------------------- | ----------------------------- |
|     |                                                             |                    |                   |                                     |                           |                               |
| 01. | 2004. január 31. (TV Verzió) 2004. október 12. (DVD Verzió) | 2004. november 1.  | 2013. április 9.  | Cybertron City                      | A Mesterséges város       | Kibertron város               |
|     |                                                             |                    |                   |                                     |                           |                               |
| 02. | 2004. február 7. (TV Verzió) 2004. október 12. (DVD Verzió) | 2004. november 2.  | 2013. április 10. | Energon Stars                       | Támadás a hold ellen      | Energon csillagok             |
|     |                                                             |                    |                   |                                     |                           |                               |
| 03. | 2004. február 14.                                           | 2004. november 3.  | 2013. április 11. | Scorponok                           | Az új ellenség            | Scorponok                     |
|     |                                                             |                    |                   |                                     |                           |                               |
| 04. | 2004. február 21.                                           | 2004. november 4.  | 2013. április 12. | Megatron's Sword                    | Megatron kardja           | Megatron kardja               |
|     |                                                             |                    |                   |                                     |                           |                               |
| 05. | 2004. február 28.                                           | 2004. november 5.  | 2013. április 13. | The New Cybertron City              | Az új telep               | Az új Kibertron város         |
|     |                                                             |                    |                   |                                     |                           |                               |
| 06. | 2004. március 6.                                            | 2004. november 8.  | 2013. április 14. | Megatron Resurrected                | Megatron feltámadása      | Megatron feltámad             |
|     |                                                             |                    |                   |                                     |                           |                               |
| 07. | 2004. március 13.                                           | 2004. november 9.  | 2013. április 15. | Megatron's Raid                     | A rajtaütés               | Megatron rejtőzködése         |
|     |                                                             |                    |                   |                                     |                           |                               |
| 08. | 2004. április 9.                                            | 2004. november 10. | 2013. április 16. | Starscream the Mysterious Mercenary | A merénylő                | Üstökös, a titokzatos zsoldos |
|     |                                                             |                    |                   |                                     |                           |                               |
| 09. | 2004. április 9.                                            | 2004. november 11. | 2013. április 17. | Battle of the Asteroid Belt         | Harc az aszteroidán       | Csata az aszteroida övnél     |
|     |                                                             |                    |                   |                                     |                           |                               |
| 10. | 2004. április 9.                                            | 2004. november 12. | 2013. április 18. | Energon Tower                       | Az energon torony         | Az energon torony             |
|     |                                                             |                    |                   |                                     |                           |                               |
| 11. | 2004. április 9.                                            | 2004. november 15. | 2013. április 19. | The Legend of Rodimus               | A legendás vezér          | Rodimus fővezér legendája     |
|     |                                                             |                    |                   |                                     |                           |                               |
| 12. | 2004. június 18. (CAN) 2004. június 29. (USA)               | 2004. november 16. | 2013. április 20. | Crisis in Jungle City               | Nehéz döntés              | Dzsungelváros pusztulása      |
|     |                                                             |                    |                   |                                     |                           |                               |
| 13. | 2004. június 25. (CAN) 2004. június 30. (USA)               | 2004. november 17. | 2013. április 21. | Kicker Beware!                      | Az emberrablás            | Az emberpalánta               |
|     |                                                             |                    |                   |                                     |                           |                               |
| 14. | 2004. július 1.                                             | 2004. november 18. | 2013. április 22. | Energon Grid                        | Az energon rács           | Az energon háló               |
|     |                                                             |                    |                   |                                     |                           |                               |
| 15. | 2004. július 2.                                             | 2004. november 19. | 2013. április 23. | Rodimus: Friend or Foe?             | Ellenség vagy barát?      | Barát vagy ellenség?          |
|     |                                                             |                    |                   |                                     |                           |                               |
| 16. | 2004. július 3.                                             | 2004. november 22. | 2013. április 24. | Go for Unicron!                     | Hajsza indul!             | Úti cél Unikron               |
|     |                                                             |                    |                   |                                     |                           |                               |
| 17. | 2004. július 3.                                             | 2004. november 23. | 2013. április 25. | The Return of Demolishor            | Továbbfejlesztett robotok | Pusztító visszatér            |
|     |                                                             |                    |                   |                                     |                           |                               |
| 18. | 2004. július 3.                                             | 2004. november 24. | 2013. április 26. | A Tale of Two Heroes                | Két hős találkozása       | A két hős regénye             |
|     |                                                             |                    |                   |                                     |                           |                               |
| 19. | 2004. július 3.                                             | 2004. november 25. | 2013. április 27. | Battle Stations                     | A főhadiszállás           | A feltámadás                  |
|     |                                                             |                    |                   |                                     |                           |                               |
| 20. | 2004. július 3.                                             | 2004. november 26. | 2013. április 28. | Alpha Q: Indentity                  | Kicsoda Alfa Q?           | Alfa Q: A kezdet              |
|     |                                                             |                    |                   |                                     |                           |                               |
| 21. | 2004. július 3.                                             | 2004. november 29. | 2013. április 29. | Shockblast: Rampage                 | A lázadó                  | Pöröly visszatér              |
|     |                                                             |                    |                   |                                     |                           |                               |
| 22. | 2004. augusztus 27. (CAN) 2004. szeptember 4. (USA)         | 2004. november 30. | 2013. április 30. | Survival Instincts                  | Túlélési ösztön           | Túlélési ösztön               |
|     |                                                             |                    |                   |                                     |                           |                               |
| 23. | 2004. szeptember 3. (CAN) 2004. szeptember 4. (USA)         | 2004. december 1.  | 2013. május 1.    | Each One Fights                     | Mindenki a maga módján    | Mindenki harcol               |
|     |                                                             |                    |                   |                                     |                           |                               |
| 24. | 2004. szeptember 4.                                         | 2004. december 2.  | 2013. május 2.    | Unicron Unleashed                   | Unikron elszabadul        | Unikron az ébredés            |
|     |                                                             |                    |                   |                                     |                           |                               |
| 25. | 2004. szeptember 4.                                         | 2004. december 3.  | 2013. május 3.    | Open Fire!                          | Tüzet nyiss!              | Tüzet nyiss!                  |
|     |                                                             |                    |                   |                                     |                           |                               |
| 26. | 2004. szeptember 4.                                         | 2004. december 6.  | 2013. május 4.    | Ripped Up Space                     | A meghasadt világűr       | A rés az űrben                |
|     |                                                             |                    |                   |                                     |                           |                               |
| 27. | 2004. szeptember 4.                                         | 2005. március 7.   | 2013. május 5.    | Team Optimus Prime                  | Optimus Csapata           | A felfedezés                  |
|     |                                                             |                    |                   |                                     |                           |                               |
| 28. | 2004. október 8. (CAN) 2004. november 1. (USA)              | 2005. március 8.   | 2013. május 6.    | Protection                          | A védelem megszervezése   | Új világ                      |
|     |                                                             |                    |                   |                                     |                           |                               |
| 29. | 2004. október 15. (CAN) 2004. november 2. (USA)             | 2005. március 9.   | 2013. május 7.    | Imprisoned Inferno                  | A megjelölt harcos        | A pálfordulás                 |
|     |                                                             |                    |                   |                                     |                           |                               |
| 30. | 2004. október 22. (CAN) 2004. november 3. (USA)             | 2005. március 10.  | 2013. május 8.    | Jungle Planet                       | Dzsungel bolygó           | A vén baka                    |
|     |                                                             |                    |                   |                                     |                           |                               |
| 31. | 2004. október 29. (CAN) 2004. november 4. (USA)             | 2005. március 11.  | 2013. május 9.    | Bulkhead                            | Tűzfal                    | Az új torony                  |
|     |                                                             |                    |                   |                                     |                           |                               |
| 32. | 2004. november 5.                                           | 2005. március 14.  | 2013. május 10.   | Farewell Inferno                    | Isten veled Golyózápor    | Ég veled Golyózápor           |
|     |                                                             |                    |                   |                                     |                           |                               |
| 33. | nem mutatták be                                             | nem mutatták be    | nem mutatták be   | Return! Our Scorponok               |                           |                               |
|     |                                                             |                    |                   |                                     |                           |                               |
| 34. | 2004. november 8.                                           | 2005. március 15.  | 2013. május 11.   | Crash Course                        | A verseny                 | A verseny                     |
|     |                                                             |                    |                   |                                     |                           |                               |
| 35. | 2004. november 9.                                           | 2005. március 16.  | 2013. május 12.   | Omega Supreme                       | Végső Omega               | Szuper Omega                  |
|     |                                                             |                    |                   |                                     |                           |                               |
| 36. | 2004. november 10.                                          | 2005. március 17.  | 2013. május 13.   | A Heroic Battle                     | Hősies küzdelem           | Egy hős omlása                |
|     |                                                             |                    |                   |                                     |                           |                               |
| 37. | 2004. november 11.                                          | 2005. március 18.  | 2013. május 14.   | The Power of Unicron                | Unikron ereje             | Az erő                        |
|     |                                                             |                    |                   |                                     |                           |                               |
| 38. | 2004. november 16. (UK) 2004. november 26. (USA)            | 2005. március 21.  | 2013. május 15.   | Optimus Supreme                     | Végső Optimus             | Szuper Optimus                |
|     |                                                             |                    |                   |                                     |                           |                               |
| 39. | 2004. november 17. (UK) 2004. november 26. (USA)            | 2005. március 22.  | 2013. május 16.   | Unicron Perishes                    | Unikron pusztulása        | Unikron halála                |
|     |                                                             |                    |                   |                                     |                           |                               |
| 40. | 2004. december 31. (CAN) 2005. január 19. (USA)             | 2005. március 23.  | 2013. május 17.   | Ambition                            | Tervek                    | Az őrzők                      |
|     |                                                             |                    |                   |                                     |                           |                               |
| 41. | 2005. január 7. (CAN) 2005. január 20. (USA)                | 2005. május 2.     | 2013. május 18.   | Wishes                              | Vágyálmok                 | Az újonc                      |
|     |                                                             |                    |                   |                                     |                           |                               |
| 42. | 2005. január 14. (CAN) 2005. január 21. (USA)               | 2005. május 3.     | 2013. május 19.   | Galvatron!                          | Galvatron!                | A kitartás jelképe            |
|     |                                                             |                    |                   |                                     |                           |                               |
| 43. | 2005. január 21. (CAN) 2005. május 18. (USA)                | 2005. május 4.     | 2013. május 20.   | Break Through                       | Az áttörés                | Az áttörés                    |
|     |                                                             |                    |                   |                                     |                           |                               |
| 44. | 2005. január 28. (CAN) 2005. május 19. (USA)                | 2005. május 5.     | 2013. május 21.   | Distribution                        | A gyakorlat               | A virtuális torna             |
|     |                                                             |                    |                   |                                     |                           |                               |
| 45. | 2005. február 4. (CAN) 2005. május 20. (USA)                | 2005. május 6.     | 2013. május 22.   | The Omega Train                     | Az Omega járat            | Az Omega expressz             |
|     |                                                             |                    |                   |                                     |                           |                               |
| 46. | 2005. február 11. (CAN) 2005. május 23. (USA)               | 2005. május 9.     | 2013. május 23.   | Decepticon Army                     | Elterelő hadművelet       | Álca sereg                    |
|     |                                                             |                    |                   |                                     |                           |                               |
| 47. | 2005. február 18. (CAN) 2005. május 24. (USA)               | 2005. május 10.    | 2013. május 24.   | Ironhide Team                       | Vasököl csapata           | A Vasököl csapat              |
|     |                                                             |                    |                   |                                     |                           |                               |
| 48. | 2005. február 25. (CAN) 2005. május 25. (USA)               | 2005. május 11.    | 2013. május 25.   | Formidable                          | Az átalakulás             | Rettenetes erő                |
|     |                                                             |                    |                   |                                     |                           |                               |
| 49. | 2005. március 4. (CAN) 2005. május 26. (USA)                | 2005. május 12.    | 2013. május 26.   | Galvatron Terror                    | Galvatron zsarnoksága     | Galvatron terror              |
|     |                                                             |                    |                   |                                     |                           |                               |
| 50. | 2005. március 11. (CAN) 2005. május 27. (USA)               | 2005. május 13.    | 2013. május 27.   | Destructive Power                   | Romboló érő               | Pusztító erő                  |
|     |                                                             |                    |                   |                                     |                           |                               |
| 51. | 2005. március 19. (CAN) 2005. május 31. (USA)               | 2005. május 16.    | 2013. május 28.   | Spark                               | A kombinációs sugár       | A szikra                      |
|     |                                                             |                    |                   |                                     |                           |                               |
| 52. | 2005. március 19. (CAN) 2005. június 1. (USA)               | 2005. május 17.    | 2013. május 29.   | The Sun                             | Az új nap                 | A nap                         |
|     |                                                             |                    |                   |                                     |                           |                               |